# RiNO
RiNO（リノ、1997年3月14日 - ）は、日本の女子プロレスラー。大阪府大阪市出身。身長156cm、体重46kg。JWP女子プロレス所属。

## 所属
- JWP（2016年 - 2017年）

## 来歴・戦歴
2015年
- 2月11日、JWP新人オーディション合格[1]。
- 2016年
- 5月15日、プロテスト合格[1]。
- 7月10日、板橋グリーンホール大会昼の部にてリングネーム「RiNO」が発表される[3]。
- 7月17日、両国KFCホール大会にてラビット美兎とエキシビション[3]。
- 7月24日、後楽園ホール大会にて同期のアイビス咲蘭と同時デビュー戦も引き分け[3]。
- 右膝前十字靭帯断裂。